# Ужулис, Янис Юрьевич
Янис Ю́рьевич Ужулис (21 марта 1926, Илуксте, Иллукстский уезд — 20 октября 2004) — советский футболист, нападающий.
В первенстве СССР выступал за клуб «Даугава-ВЭФ» / «Даугава» (1948—1954, 1956—1957). В чемпионате СССР (1949—1952) сыграл 70 матчей, забил 12 голов, в том числе — хет-трик в ворота «Динамо» Киев (4:2) 11 апреля 1951 года. В чемпионате Латвийской ССР играл за рижские клубы «Трудовые резервы» (1955) и ВЭФ (1958—1960). Участник Спартакиады народов СССР 1956 года в составе сборной Латвийской ССР.